# Sophroferonia
Sophroferonia is een geslacht van kevers uit de familie van de loopkevers (Carabidae). De wetenschappelijke naam van het geslacht is voor het eerst geldig gepubliceerd in 1933 door Alluaud.

## Soorten
Het geslacht Sophroferonia is monotypisch en omvat slechts de volgende soort:
- Sophroferonia parvitarsis Alluaud, 1933